# Saint-Sulpice-le-Guérétois

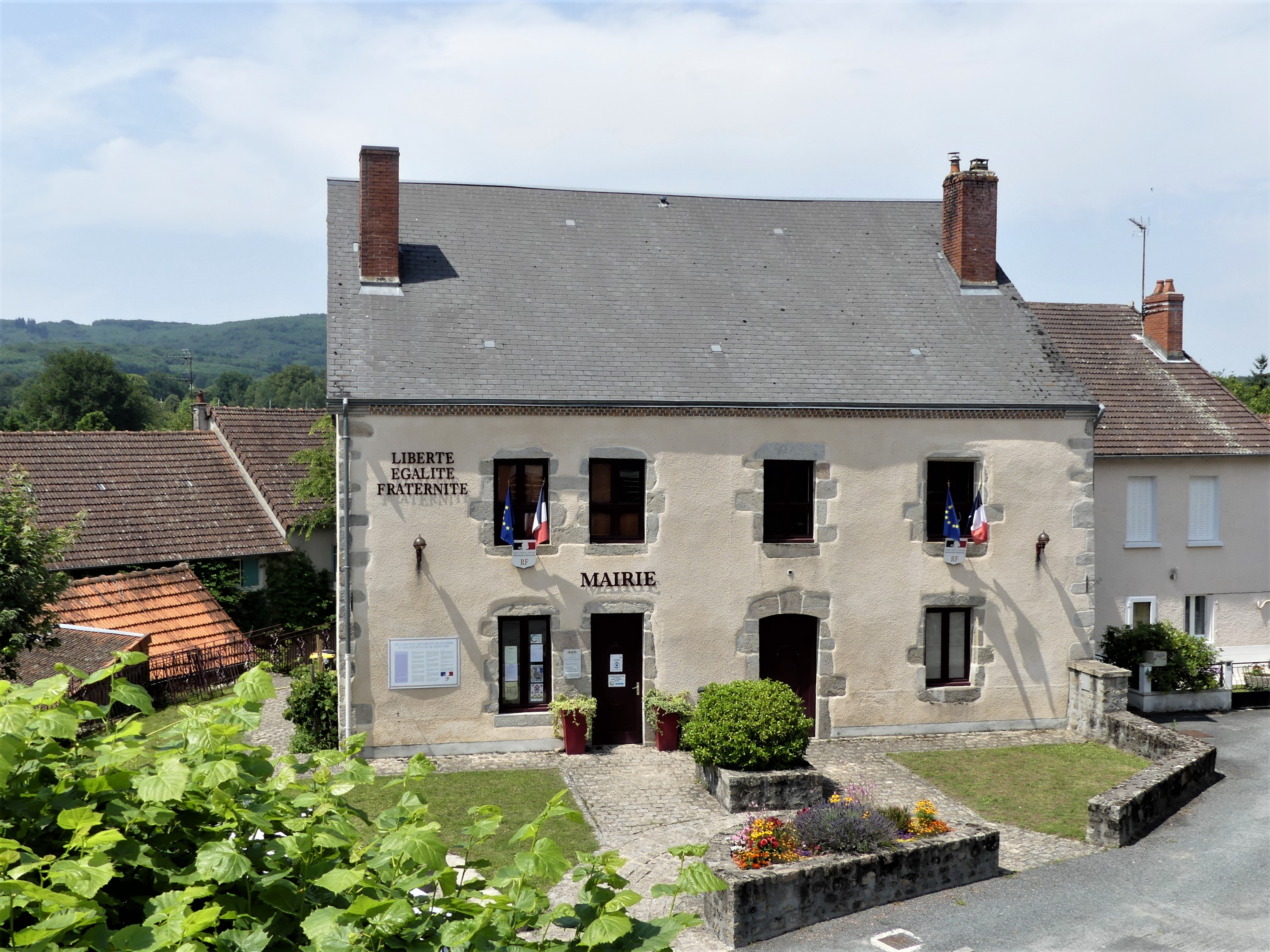
Rathaus

Saint-Sulpice-le-Guérétois (okzitanisch Sent Sepise) ist eine französische Gemeinde mit 1901 Einwohnern (Stand 1. Januar 2022) in der Region Nouvelle-Aquitaine. Sie liegt im Département Creuse, Arrondissement Guéret und gehört zum Kanton Saint-Vaury.

## Geographie
Saint-Sulpice-le-Guérétois liegt etwa 4,5 Kilometer nordwestlich von Guéret. Die Route nationale 145 (zugleich Europastraße 62) führt durch die Gemeinde. Zur Gemeinde gehören die kleineren Ortschaften La Bussière, Theix, Mouchetard, Coussières und Claverolles.

## Bevölkerungsentwicklung
- 1962: 1314
- 1968: 1320
- 1975: 1239
- 1982: 1738
- 1990: 1879
- 1999: 1843
- 2006: 1986

nur Einwohner mit Erstwohnsitz

## Persönlichkeiten
- Marc Durant (* 1955), Radrennfahrer

## Sehenswürdigkeiten
- Kirche Saint-Sulpice aus dem 12. Jahrhundert (Monument historique)